# Zara Kemalovna Abdullajeva
Zara Kemalovna Abdullajeva (rusky Зара Кемаловна Абдуллаева; * 4. listopadu 1953 Baku) je ruská filmová kritička a historička umění.

## Život
Vystudovala filologickou fakultu Moskevské státní univerzity (1975).
Jako redaktorka nakladatelství Sojuzteatr se podílela na sestavení sborníku Osm špatných kusů (1990). Publikovala ve specializovaných vědeckých, literárních a uměleckých časopisech, jakož i v běžném tisku. Napsala několik knih o kinematografii, včetně monografií o Romanu Balajanovi, Ulrichu Seidlovi, Kiře Muratové a Olegu Jankovském. Je autorkou článků o díle Sergeje Dovlatova, Michaila Zoščenka a Antona Čechova.
Je držitelkou řady ocenění, včetně ceny Unie filmařů SSSR za nejlepší knihu roku 1989.